# Wyżni Hawrani Zwornik
Wyżni Hawrani Zwornik (ok. 2112 m) – zwornik w północnej grani masywu Hawrania (Havran, 2152 m) w słowackich Tatrach Bielskich. Nazwę utworzył Władysław Cywiński w 4 tomie przewodnika Tatry. Zwornik jest skalisty, o około 40 m niższy od szczytu głównego i znajduje się w odległości około 250 m na północ od niego. Odcinek grani między zwornikiem a głównym wierzchołkiem początkowo jest mało stromy, w odległości około 100 m od zwornika znajduje się w nim siodełko, a za nim kilkumetrowej wysokości uskok (II w skali tatrzańskiej). Wyżni Hawrani Zwornik znajduje się w grani głównej Tatr, która na nim rozgałęzia się na dwa ramiona obejmujące Dolinę Czarnego Potoku:
- lewe (orograficznie), biegnące przez Niżnią Hawranią Przełęcz i Niżni Hawrań do Czarnego Wierchu,
- prawe, którym poprzez Stare Siodło i Starą Jaworzynkę biegnie główna grań Tatr do Zdziarskiej Przełęczy[1].

Cały masyw Hawrania znajduje się na obszarze ochrony ścisłej i jest zamknięty dla turystów i taterników.

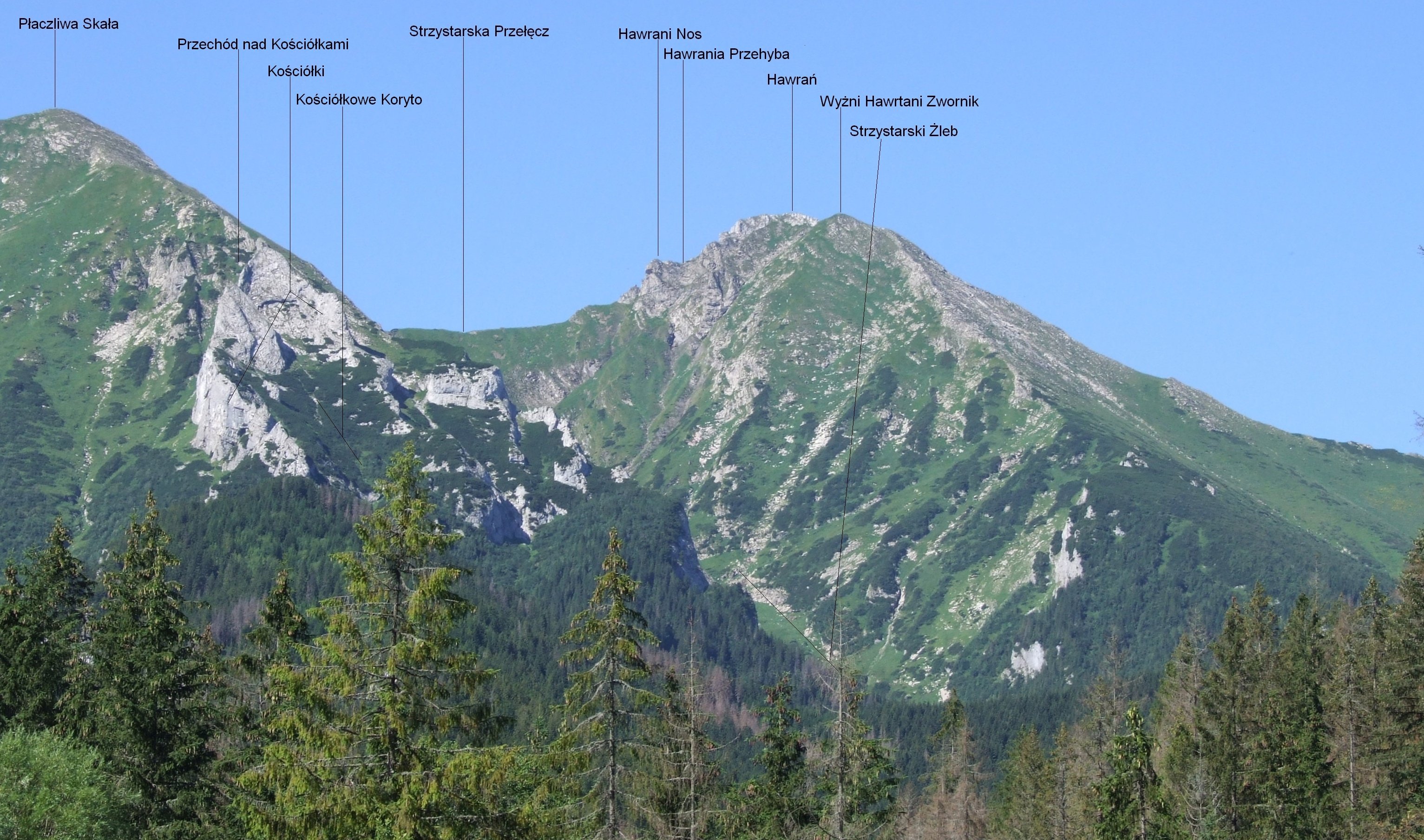
Hawrań z Doliny Mąkowej

|